# Digger T. Rock: Legend of the Lost City
Digger T. Rock: Legend of the Lost City (ook wel Digger: The Legend of the Lost City starring Digger T. Rock) is een videospel dat werd ontwikkeld door Rare en uitgegeven door Milton Bradley. Het spel kwam in 1990 uit voor het platform Nintendo Entertainment System. Het spel gaat over een mijnwerker die op een dag een verloren stad vindt. Het eind van een level moet binnen een bepaalde tijd gehaald worden.

## Ontvangst
| Beoordeeld door     | Jaar | Score |
| ------------------- | ---- | ----- |
| Mean Machines       | 1991 | 89%   |
| Total!! UK Magazine | 1992 | 58%   |